# Townhouse Studios
The Town House (también conocidos como Townhouse Studios) fueron unos estudios de grabación ubicados en Londres, construidos en 1978 bajo la dirección de Richard Branson para Virgin Records. Tras cambiar de propietario, dejaron de funcionar en 2008.
Entre los artistas que grabaron en The Town House se encuentran Elton John, Queen, Phil Collins, Philip Bailey, The Jam, Asia, Bryan Ferry, Coldplay, Muse, Duran Duran, Jamiroquai, Kylie Minogue, Oasis, XTC, Robbie Williams, Peter Gabriel, Gustavo Cerati y Joan Armatrading. 

## Historia
The Town House fue administrada originalmente por Barbara Jeffries como parte de Virgin Studios Group. Las instalaciones de Goldhawk Road tenían tres salas de grabación, numeradas como Estudio 1, 2 y 4. La denominación Estudio 3 se asignó a los Ramport Studios después de que Virgin Group los adquiriera en 1984. 
El estudio 1 de Town House originalmente albergaba una consola Helios de 72 pistas con un sistema de mezcla de computadora Alison 64K, que posteriormente fue llevada a los Shorefire Recording Studios de Nueva Jersey, en Estados Unidos. The Town House estableció una estrecha relación con la compañía Solid State Logic, convirtiéndose en el primer estudio del Reino Unido en instalar una consola SL 4000 B Series en Estudio 2 en 1978. La sala "Stone Room" del estudio 2 fue un lugar especialmente popular para grabar sonidos de batería durante la década de 1980, directamente como resultado del tratamiento de la batería del productor Hugh Padgham en "In the Air Tonight" de Phil Collins. SSL conmemoró la asociación en 1995 instalando su consola número 1000 consola, una SL 4000 G+, en el Studio One.
En julio de 1984, Town House abrió el Estudio 3 en Battersea, tras adquirir Virgin los antiguos Ramport Studios, comprados a la banda de rock The Who. El Estudio 3 reemplazó la consola Neve de Ramport con la consola de mezclas Helios original del Estudio 1. La consola Helios luego sería reemplazada por otra consola Neve.
El 27 de agosto de 1986, Bob Dylan entró en el estudio y grabó algunas canciones, incluida la inédita "To Fall in Love with You". Considerada como una de las mayores obras maestras de Dylan, la canción no se completó ni se consideró adecuada para su lanzamiento oficial. Dylan estaba en Inglaterra para filmar Hearts of Fire, después de haber completado la gira de promoción de su álbum Knocked Out Loaded. Entre 1987 y 1988 se grabó el álbum Barcelona, de Freddy Mercury en colaboración con la soprano española Montserrat Caballé.
En 1992, Branson vendió Virgin Records, incluidos Virgin Studios Group y The Town House, a EMI. En 2002, Sanctuary Group compró el estudio a EMI. Al Stone, un ingeniero de grabación y productor que se formó en The Town House, dirigió los estudios de Sanctuary a partir de 2006, pero Universal los cerró alrededor de abril de 2008 después de la compra de Sanctuary.